# Młynki (Wesoła)
Młynki – przysiółek wsi Wesoła w Polsce położony w województwie świętokrzyskim, w powiecie kieleckim, w gminie Piekoszów.
W latach 1975–1998 przysiółek administracyjnie należał do województwa kieleckiego.